# George Archibald (1er baron Archibald)
George Archibald, 1er baron Archibald (21 juillet 1898-25 février 1975) est un homme politique travailliste britannique.

## Biographie
Archibald est le fils de George W. Archibald, de Glasgow, et fait ses études à l'école élémentaire St George's Road et à l'école secondaire Alan Glen.
Il se présente à Birmingham Sparkbrook comme candidat travailliste en 1931, mais est lourdement battu par Leo Amery.
Pendant la Seconde Guerre mondiale il est contrôleur du ministère de l'Information de 1944 à 1945. En 1949, il est élevé à la pairie par le gouvernement travailliste de Clement Attlee comme baron Archibald, de Woodside dans la ville de Glasgow. Il sert sous Attlee comme Capitaine des Yeomen of the Guard (whip en chef adjoint à la Chambre des lords) de juin à octobre 1951. Il est ensuite président de la Fédération des cinéastes britanniques de 1957 à 1966 et vice-président de la production cinématographique de Grande-Bretagne de 1966 à 1968.

## Vie privée
Lord Archibald épouse d'abord Dorothy, fille de George Henry Edwards, en 1926. Elle est décédée en 1960. Il se remarie à Catherine Edith Mary, fille de l'ancien Premier ministre du Royaume-Uni Andrew Bonar Law et ex-épouse de Kent Colwell, en 1961.
Archibald est décédé en février 1975, à l'âge de 76 ans. Il est remplacé dans la baronnie par son fils de son premier mariage, George Christopher Archibald (en), qui, cependant, refuse la pairie quelques jours plus tard. Lady Archibald est décédée en 1992.